# Phanaeus mexicanus
Phanaeus mexicanus är en skalbaggsart som beskrevs av Edgar von Harold 1863. Phanaeus mexicanus ingår i släktet Phanaeus och familjen bladhorningar. Inga underarter finns listade i Catalogue of Life.